# رود گرگر
گَرگَر (با نام‌های دیگر دودانگه یا اردشیرگان یا مَسرُقان) یک شاخه دست‌ساز رودخانه کارون و یکی از میراث جهانی یونسکو در ایران است. این رودخانه در استان خوزستان در شمال شهر شوشتر توسط بند میزان جدا شده و در منطقه بند قیر در جنوب شوشتر به شاخه اصلی کارون باز می‌گردد. این رودخانه یک کانال دست‌کَند است که در دوره‌های هخامنشی تا ساسانی به دست مهندسین ایرانی حفر شده است. کتاب سریانی رویدادنامه خوزستان از این رود با نام اردشیرگان نام می‌برد.  این اثر باستانی در تاریخ ۶ اسفند ۱۳۸۵ با شمارهٔ ثبت ۱۷۵۹۹ به‌عنوان یکی از آثار ملی ایران به ثبت رسیده است. این رودخانه (کانال دست‌کند) به همراه ۱۲ اثر تاریخی دیگر شوشتر در نشست سالانه کمیته میراث جهانی یونسکو در ۲۶ ژوئن ۲۰۰۹ (۵ تیرماه ۱۳۸۸) در شهر سویل اسپانیا، با احراز معیارهای ۱، ۲ و ۵ با عنوان سیستم آبی تاریخی شوشتر به عنوان دهمین اثر ایران در فهرست میراث جهانی یونسکو با شماره ۱۳۱۵ به ثبت رسید. برخی از اجزای سیستم آبی تاریخی شوشتر به عنوان دهمین اثر ثبت شده ایران در میراث جهانی یونسکو در مسیر این رودخانه دست کند قرار دارند و عبارتند از:
- بند میزان
- پل بند گرگر
- مجموعه آبشارها و آسیابهای آبی
- بند برج عیار و نیایشگاه صابئین
- بند ماهی بازان شوشتر (بند خداآفرین)

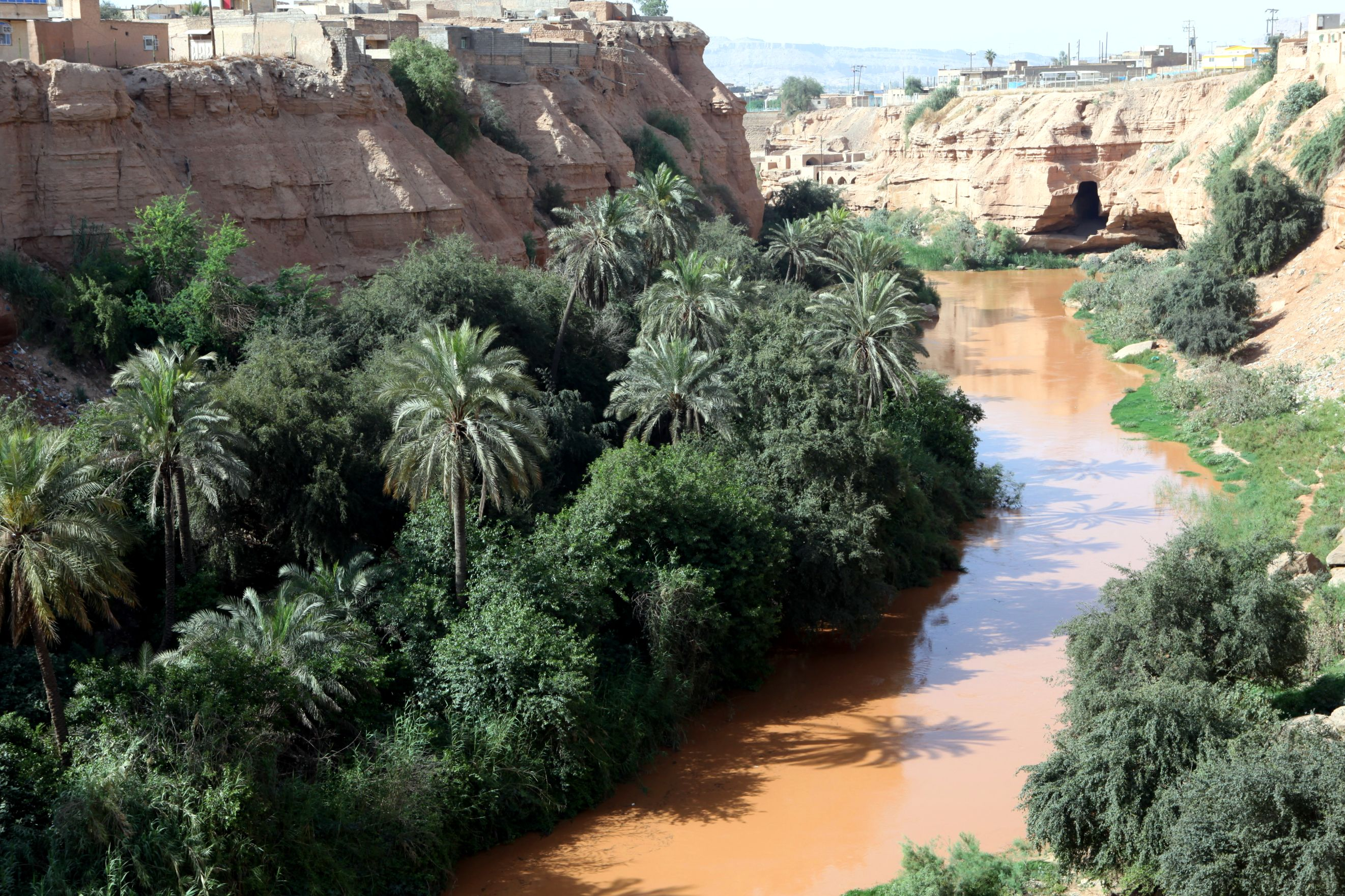
رودخانه گرگر، حفر شده در دوره هخامنشی به عنوان بخشی از خندق گرداگرد شوشتر

میرزا عبداللطیف شوشتری سفرنامه‌نویس ایرانی دوره قاجار با اشاره به دست ساز بودن این رودخانه میگوید هنوز آثار کندن با کلنگ را در برخی قسمتها می توان مشاهده کرد.

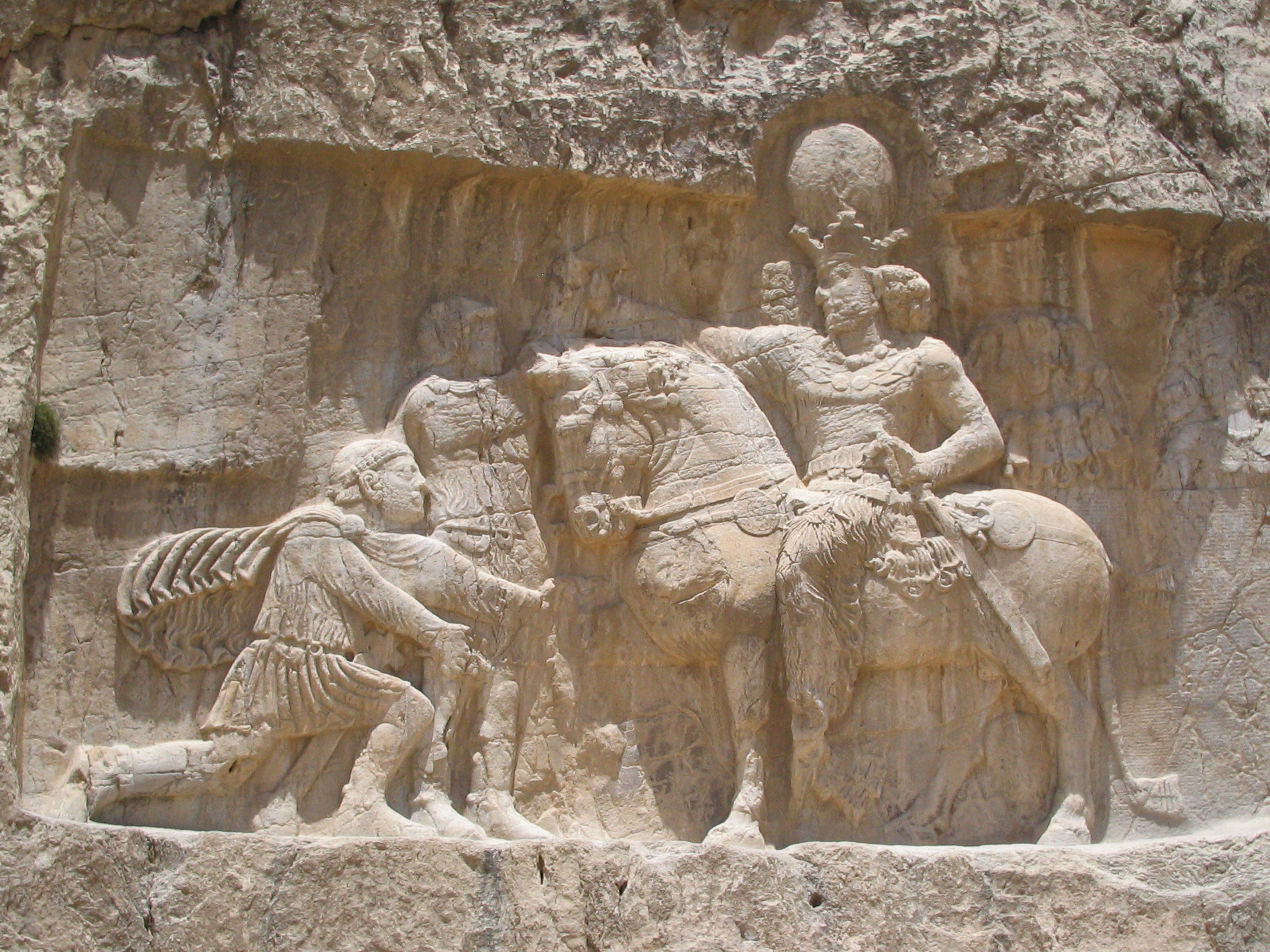
شاپور یکم ساسانی در نقش رستم، شاپور ساسانی از اسیران و کارگران رومی در ساخت یا بازسازی بند قیصر و سایر بخش‌های سیستم آبی شوشتر استفاده کرد. این نقش، شکست والریانوس، امپراتور روم را به‌ تصویر می‌کشد.

## تهدیدها
دفع فاضلاب شهری به رودخانه باستانی گرگر یکی از تهدیدهای زیست محیطی است. با وجودی که سالهاست تصفیه‌خانه فاضلاب شهری در شوشتر ساخته شده، اما سازمانهای مسوول، خطوط شبکه فاضلاب شهری را به تصفیه‌خانه متصل نکرده و فاضلاب شهری را مستقیماً به رودخانه باستانی گرگر که چند میراث جهانی شوشتر در طول آن قرار دارند تخلیه می‌کنند. این مسئله باعث افزایش آلودگی در مجاورت ابنیه سازه‌های آبی شوشتر و خسارت به آنها شده‌ است. ضمناً نشت از خطوط لوله فرسوده شبکه آب و فاضلاب شهری باعث رانش و تخریب سازه‌های آبی شوشتر شده‌است.
آلودگی رودخانه گرگر تهدیدی برای میراث جهانی شامل بند میزان، پل بند گرگر، مجموعه آبشارها و آسیابهای آبی، بند برج عیار، بند ماهی بازان شوشتر به‌شمار می‌رود.